# Mukasine
Mukasine är ett periodiskt vattendrag i Burundi.   Det ligger i provinsen Ruyigi, i den östra delen av landet, 120 km öster om huvudstaden Bujumbura.
Omgivningarna runt Mukasine är en mosaik av jordbruksmark och naturlig växtlighet. Runt Mukasine är det ganska tätbefolkat, med 155 invånare per kvadratkilometer.